# Торопецкий краеведческий музей
Торопецкий краеведческий музей — историко-краеведческий музей в городе Торопец Тверской области. Один из старейших музеев в регионе.
Является одним из филиалов Тверского государственного объединенного музея.

## История
Музей находится в здании Богоявленской церкви (XVIII в.), расположенной в центре города на Красном острове, который река Торопа обтекает двумя рукавами при своём переходе из озера Соломено в озеро Заликовье.
Краеведческий музей был образован 24 января 1924 года, инициатором создания являлся уездный исполком.
Первые экспонаты в музей приносили местные краеведы. Многие коллекции были утрачены во время Великой Отечественной войны.
Музей в Торопце при отделе народного образования был создан уже в 1920 году, но официально был открыт для посетителей 24 января 1924 года.
Музей обладал библиотекой из рукописей, старинных книг и другой литературы. Было собрано 80 археологических экспонатов, гербарий из 642 видов растений, 25 чучел животных и столько же птиц, ряд скелетов ископаемых, 300 видов насекомых и 20 рептилий.
С 1962 года находится в здании Богоявленской церкви.
В 1977 году Торопецкий краеведческий музей стал филиалом Калининского государственного объединённого историко-архитектурного и литературного музея (сейчас Тверской государственный объединенный музей).

## Экспозиция
Существующая экспозиция была создана в 2006 году. Вниманию посетителей представлено 4 зала, каждый из которых посвящён определённой теме. Среди них представлены:
«Крестьянский быт Торопецкого уезда»
В экспозиции представлены орудия труда, инструменты прошлых лет, предметы домашнего быта крестьян, их одежда и обувь. Здесь можно увидеть орудия обработки льна, выращивавшегося в Торопецком уезде, ткацкий станок.
«Торопец XVI—XX столетий»
Экспозиция освещает живую историю города, воссоздаёт картины его быта, нравов, внешнего облика на протяжении многих веков, начиная с фотографий видов города и событий, связанных с ним. Вниманию посетителей представлены макет Торопецкого кремля XVI в.; старинное оружие; предметы быта торопецких купцов; коллекция медалей, переданных музею из Эрмитажа; несколько витрин, посвящённых землякам.
Выставочный зал.
В выставочном зале представлены различные выставки.

## Галерея

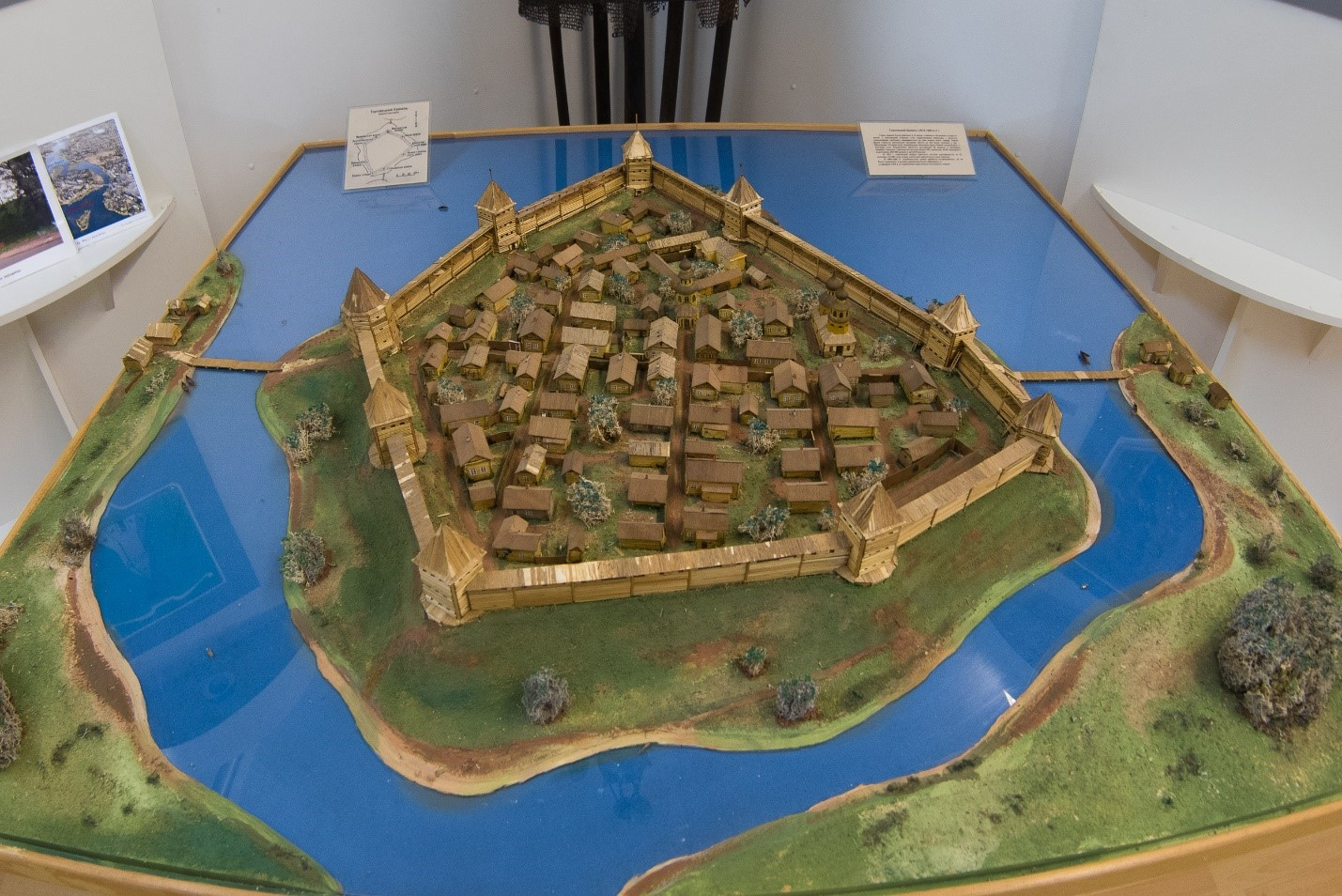
Макет древнего центра города — Торопецкого кремля.
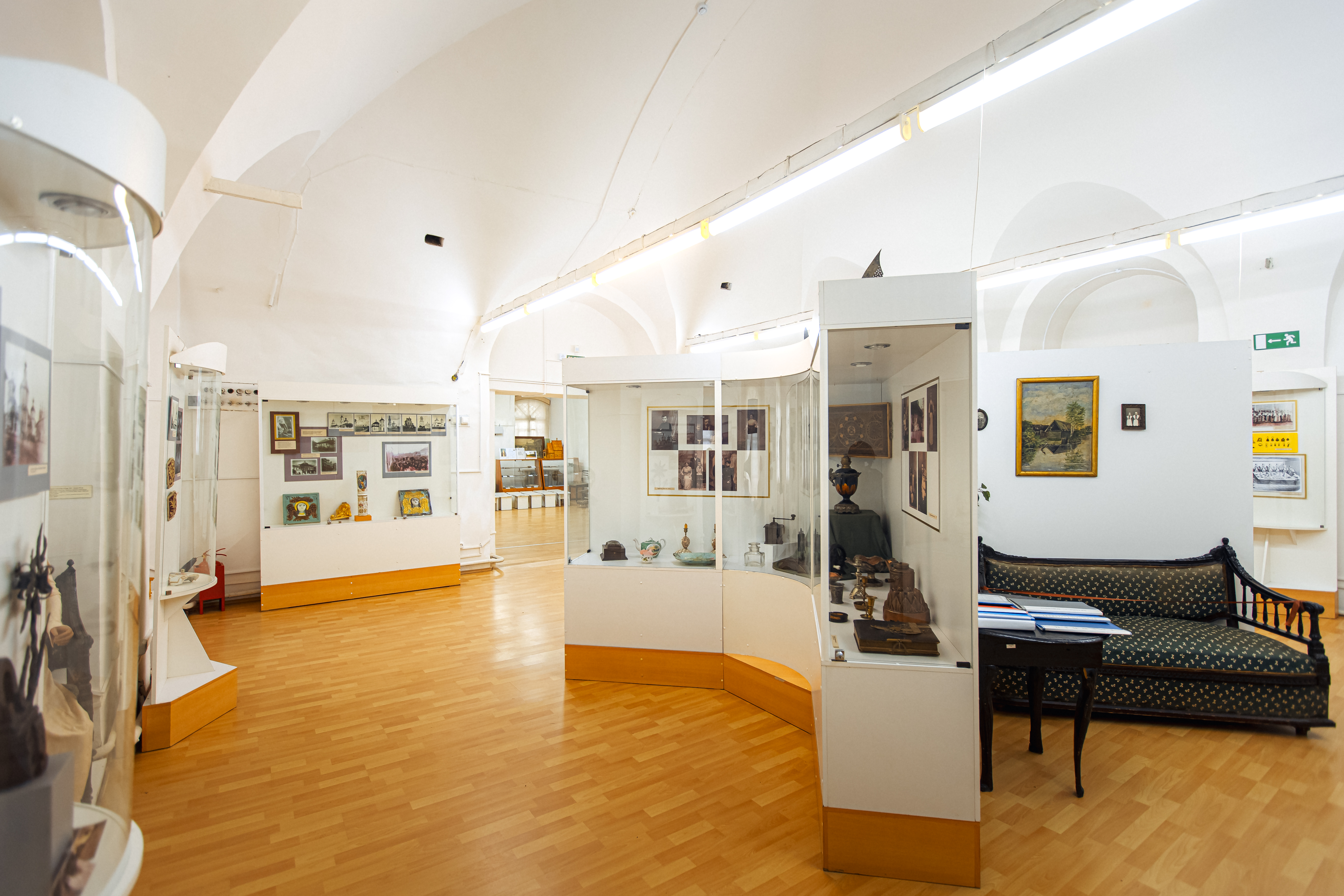
Экспозиция Торопецкого краеведческого музея
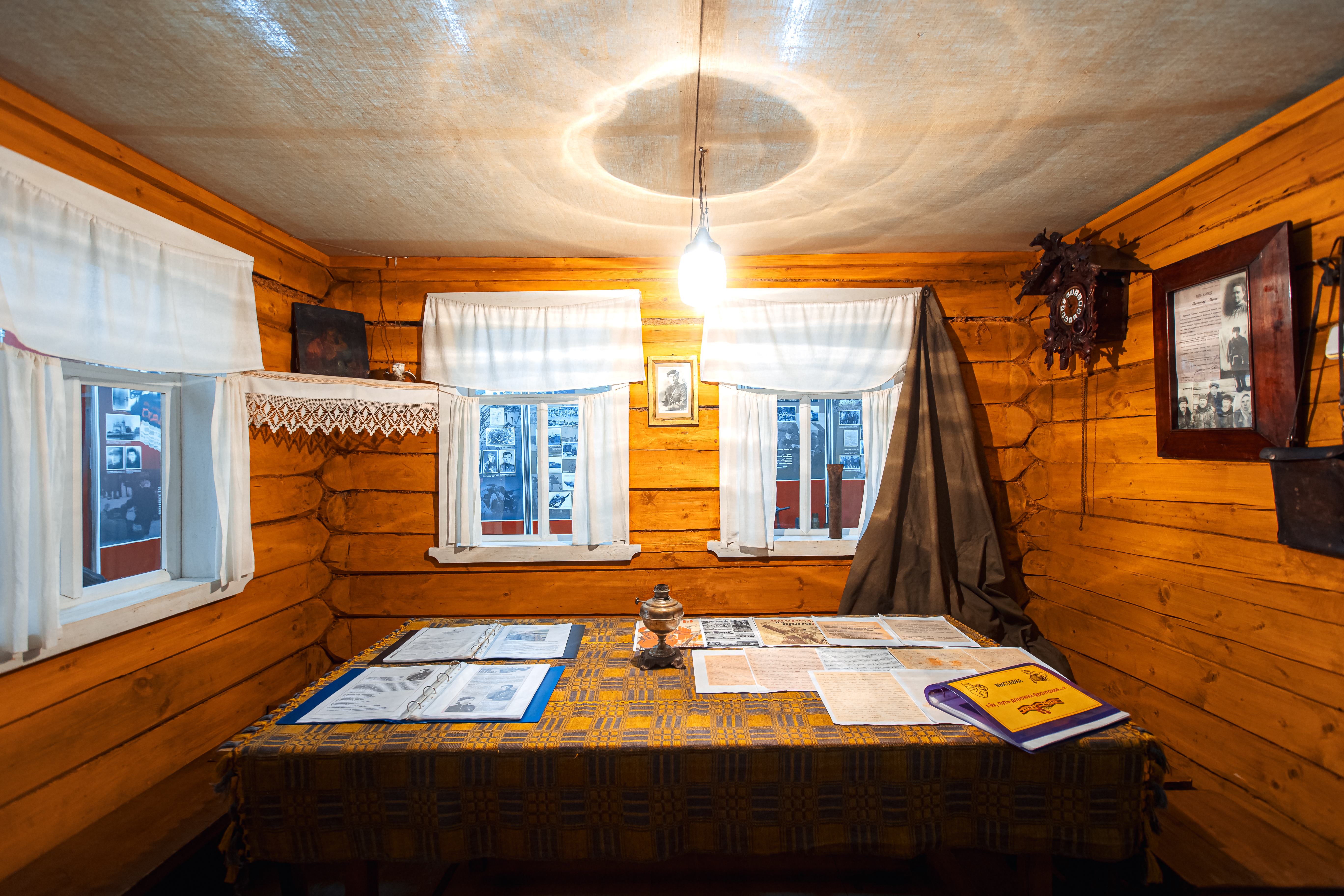
Фрагмент экспозиции Торопецкого краеведческого музея